# Discografia de Basshunter
A discografia de Basshunter, um sueco cantor, produtor musical e DJ consiste em cinco álbuns de estúdio, dois álbun de compilação, 30 e um singles e um 17 videoclipes.

## Álbuns de estúdio
| The Bassmachine | - Lançamento: 25 de agosto 2004 - Gravadora: Alex Music - Formato: CD, descarga digital                  | —  | —  | —  | —  | —  | —  | —  | —  | — | —  |                                          |                                                 |
| LOL | - Lançamento: 28 de agosto 2006 - Gravadora: Warner Music Sweden - Formato: CD, descarga digital         | 5  | 12 | 3  | 82 | 4  | 51 | —  | 19 | — | —  | - FIN: 33.365 - FRA: 11.020              | - IFPI DEN: 2× Platina - IFPI FIN: Platina      |
| Now You're Gone - The Album                                                                                          | - Lançamento: 14 de Julho 2008 - Gravadora: Hard2Beat - Formato: CD, CD+DVD, descarga digital            | 38 | 17 | —  | 6  | 35 | 36 | 2  | —  | 1 | 1  | - UK: 376.017 - NZL: 22.000 - FRA: 9.900 | - BPI: Platina - IFPI DEN: Ouro - RMNZ: Platina |
| Bass Generation | - Lançamento: 25 de setembro 2009 - Gravadora: Warner Music Sweden - Formato: CD, 2×CD, descarga digital | —  | —  | 39 | 58 | —  | 41 | 16 | —  | 2 | 16 |                                          | - BPI: Prata                                    |
| Calling Time | - Lançamento: 13 de maio 2013 - Gravadora: Gallo Record Company - Formato: CD, descarga digital          | —  | —  | —  | —  | —  | —  | —  | —  | — | —  |                                          |                                                 |
| "—" denota um lançamento que não foi comercializado no território ou não conseguiu entrar na tabela musical do país. | |    |    |    |    |    |    |    |    |   |    |                                          |                                                 |

## Álbuns de compilação
| Título                     | Detalhes do álbum                                                                         |
| -------------------------- | ----------------------------------------------------------------------------------------- |
| The Old Shit               | - Lançamento: 2006 - Formato: Descarga digital                                            |
| The Early Bedroom Sessions | - Lançamento: 3 de dezembro 2012 - Gravadora: Rush Hour - Formato: 2×CD, descarga digital |

## Singles

### Como artista principal
| Título                                                      | Ano  | Melhores posições nas paradas | Melhores posições nas paradas | Melhores posições nas paradas | Melhores posições nas paradas | Melhores posições nas paradas | Melhores posições nas paradas | Melhores posições nas paradas | Melhores posições nas paradas | Melhores posições nas paradas | Melhores posições nas paradas | Vendas                                   | Certificações                                               | Álbum                       |
| Título                                                      | Ano  | SWE                           | AUT                           | DNK                           | FIN                           | GER                           | IRL                           | HOL                           | NOR                           | NZL                           | UK                            | Vendas                                   | Certificações                                               | Álbum                       |
| ----------------------------------------------------------- | ---- | ----------------------------- | ----------------------------- | ----------------------------- | ----------------------------- | ----------------------------- | ----------------------------- | ----------------------------- | ----------------------------- | ----------------------------- | ----------------------------- | ---------------------------------------- | ----------------------------------------------------------- | --------------------------- |
| "The Big Show"                                              | 2004 | —                             | —                             | —                             | —                             | —                             | —                             | —                             | —                             | —                             | —                             |                                          |                                                             | The Bassmachine             |
| "Welcome to Rainbow"                                        | 2006 | —                             | —                             | —                             | —                             | —                             | —                             | —                             | —                             | —                             | —                             |                                          |                                                             | Single sem álbum            |
| "Boten Anna"                                                | 2006 | 1                             | 2                             | 1                             | 4                             | 9                             | —                             | 2                             | 3                             | —                             | —                             | - DEN: 61.000 - SWE: 60.000 - FIN: 8.044 | - IFPI DEN: 3× Platina - IFPI SWE: Platina - IFPI AUT: Ouro | LOL                         |
| "Vi sitter i Ventrilo och spelar DotA"                      | 2006 | 6                             | 18                            | 7                             | 2                             | 33                            | 49                            | 9                             | 7                             | —                             | —                             |                                          | - IFPI DEN: Ouro                                            | LOL                         |
| "Jingle Bells"                                              | 2006 | 13                            | —                             | —                             | —                             | —                             | —                             | 31                            | 9                             | —                             | 35                            |                                          |                                                             | LOL                         |
| "Vifta med händerna" (vs. Patrik & Lillen)                  | 2006 | 25                            | —                             | —                             | 7                             | —                             | —                             | —                             | —                             | —                             | —                             |                                          |                                                             | LOL                         |
| "DotA"                                                      | 2007 | —                             | —                             | —                             | —                             | 30                            | —                             | —                             | —                             | —                             | —                             |                                          |                                                             | Single sem álbum            |
| "Now You're Gone" (feat. DJ Mental Theo's Bazzheadz)        | 2007 | 2                             | 14                            | 14                            | 8                             | 18                            | 1                             | —                             | 10                            | 3                             | 1                             | - UK: 667.000                            | - BPI: Platina - RMNZ: Platina                              | Now You're Gone - The Album |
| "Please Don't Go"                                           | 2008 | 6                             | —                             | —                             | —                             | —                             | —                             | —                             | —                             | —                             | —                             |                                          |                                                             | Now You're Gone - The Album |
| "All I Ever Wanted"                                         | 2008 | 58                            | 15                            | —                             | —                             | 35                            | 1                             | —                             | 3                             | 17                            | 2                             |                                          | - BPI: Ouro - RMNZ: Ouro                                    | Now You're Gone - The Album |
| "Angel in the Night"                                        | 2008 | 50                            | —                             | —                             | —                             | —                             | 10                            | —                             | —                             | —                             | 14                            | - UK: 4.592                              | - BPI: Prata                                                | Now You're Gone - The Album |
| "Russia Privjet (Hardlanger Remix)"                         | 2008 | —                             | —                             | —                             | —                             | —                             | —                             | —                             | —                             | —                             | —                             |                                          |                                                             | Now You're Gone - The Album |
| "I Miss You"                                                | 2008 | 45                            | —                             | —                             | —                             | 70                            | —                             | —                             | —                             | —                             | 32                            |                                          |                                                             | Now You're Gone - The Album |
| "Walk on Water"                                             | 2009 | —                             | —                             | —                             | —                             | —                             | —                             | —                             | —                             | —                             | 76                            |                                          |                                                             | Now You're Gone - The Album |
| "Al final" (feat. Dani Mata)                                | 2009 | —                             | —                             | —                             | —                             | —                             | —                             | —                             | —                             | —                             | —                             |                                          |                                                             | Single sem álbum            |
| "Every Morning"                                             | 2009 | 24                            | —                             | —                             | —                             | 76                            | 17                            | —                             | —                             | 14                            | 17                            | - UK: 12.876                             |                                                             | Bass Generation             |
| "I Promised Myself"                                         | 2009 | —                             | —                             | —                             | —                             | —                             | —                             | —                             | —                             | —                             | 94                            |                                          |                                                             | Bass Generation             |
| "Saturday"                                                  | 2010 | —                             | —                             | —                             | —                             | —                             | 37                            | —                             | —                             | 14                            | 21                            |                                          | - RMNZ: Ouro                                                | Calling Time                |
| "Fest i hela huset" (vs. Big Brother)                       | 2011 | 5                             | —                             | —                             | —                             | —                             | —                             | —                             | —                             | —                             | —                             |                                          |                                                             | Calling Time                |
| "Northern Light"                                            | 2012 | —                             | —                             | —                             | —                             | —                             | —                             | —                             | —                             | —                             | —                             |                                          |                                                             | Calling Time                |
| "Dream on the Dancefloor"                                   | 2012 | —                             | —                             | —                             | —                             | —                             | —                             | —                             | —                             | —                             | —                             |                                          |                                                             | Calling Time                |
| "Crash & Burn"                                              | 2013 | —                             | —                             | —                             | —                             | —                             | —                             | —                             | —                             | —                             | —                             |                                          |                                                             | Calling Time                |
| "Calling Time"                                              | 2013 | —                             | —                             | —                             | —                             | —                             | —                             | —                             | —                             | —                             | —                             |                                          |                                                             | Calling Time                |
| "Elinor"                                                    | 2013 | —                             | —                             | —                             | —                             | —                             | —                             | —                             | —                             | —                             | —                             |                                          |                                                             | Single sem álbum            |
| "Masterpiece"                                               | 2018 | —                             | —                             | —                             | —                             | —                             | —                             | —                             | —                             | —                             | —                             |                                          |                                                             | Single sem álbum            |
| "Home"                                                      | 2019 | —                             | —                             | —                             | —                             | —                             | —                             | —                             | —                             | —                             | —                             |                                          |                                                             | Single sem álbum            |
| "Angels Ain't Listening"                                    | 2020 | —                             | —                             | —                             | —                             | —                             | —                             | —                             | —                             | —                             | —                             |                                          |                                                             | Single sem álbum            |
| "Life Speaks to Me"                                         | 2021 | —                             | —                             | —                             | —                             | —                             | —                             | —                             | —                             | —                             | —                             |                                          |                                                             | Single sem álbum            |
| "End the Lies" (& Alien Cut)                                | 2022 | —                             | —                             | —                             | —                             | —                             | —                             | —                             | —                             | —                             | —                             |                                          |                                                             | Single sem álbum            |
| "Ingen kan slå (Boten Anna)" (Victor Leksell)               | 2023 | 4                             | —                             | —                             | —                             | —                             | —                             | —                             | —                             | —                             | —                             |                                          |                                                             | Single sem álbum            |
| "—" singles lançados que não entraram nas paradas musicais. |      |                               |                               |                               |                               |                               |                               |                               |                               |                               |                               |                                          |                                                             |                             |

### Singles promocionais
| Título                          | Ano  | Álbum                      |
| ------------------------------- | ---- | -------------------------- |
| "Syndrome de Abstenencia"       | 2004 | The Bassmachine            |
| "Wacco Will Kick Your Ass"      | 2005 | The Early Bedroom Sessions |
| "I Can Walk on Water I Can Fly" | 2007 | Single sem álbum           |
| "Russia Privjet"                | 2007 | LOL                        |
| "Megamix"                       | 2008 | Single sem álbum           |

## Outras canções que entraram nas paradas musicais
| Título      | Ano  | Melhores posições nas paradas | Álbum |
| Título      | Ano  | SWE                           | Álbum |
| ----------- | ---- | ----------------------------- | ----- |
| "Hallå där" | 2006 | 51                            | LOL   |

## Videoclipes

### Como artista principal
| Título                                                          | Ano  | Melhores posições nas paradas | Diretor(es)                      | Ref.   |
| Título                                                          | Ano  | POL                           | Diretor(es)                      | Ref.   |
| --------------------------------------------------------------- | ---- | ----------------------------- | -------------------------------- | ------ |
| "Boten Anna"                                                    | 2006 | —                             | Carl-Johan Westregård Kim Parrot | [ 52 ] |
| "Vi sitter i Ventrilo och spelar DotA"                          | 2006 | —                             | Carl-Johan Westregård Kim Parrot | [ 53 ] |
| "Vifta med händerna"                                            | 2006 | —                             | Desconhecido                     | [ 54 ] |
| "DotA"                                                          | 2007 | —                             | Desconhecido                     | [ 55 ] |
| "Now You're Gone"                                               | 2007 | —                             | Alex Herron                      | [ 56 ] |
| "All I Ever Wanted"                                             | 2008 | —                             | Alex Herron                      | [ 57 ] |
| "Angel in the Night"                                            | 2008 | —                             | Alex Herron                      | [ 58 ] |
| "I Miss You"                                                    | 2008 | —                             | Alex Herron                      | [ 59 ] |
| "Walk on Water"                                                 | 2009 | —                             | Desconhecido                     | [ 60 ] |
| "Every Morning"                                                 | 2009 | —                             | Alex Herron                      | [ 61 ] |
| "I Promised Myself"                                             | 2009 | —                             | Alex Herron                      | [ 62 ] |
| "Saturday"                                                      | 2010 | 1                             | Alex Herron                      | [ 63 ] |
| "Northern Light"                                                | 2012 | —                             | Alex Herron                      | [ 64 ] |
| "Dream on the Dancefloor"                                       | 2012 | —                             | Gareth Evans                     | [ 65 ] |
| "Crash & Burn"                                                  | 2013 | —                             | Farzad Bayat                     | [ 66 ] |
| "Calling Time"                                                  | 2013 | —                             | Gareth Evans                     | [ 67 ] |
| "—" videoclipes lançados que não entraram nas paradas musicais. |      |                               |                                  |        |

### Vídeo letra
| Título                   | Ano  | Diretor(es)  | Ref.   |
| ------------------------ | ---- | ------------ | ------ |
| "Masterpiece"            | 2018 | Desconhecido | [ 68 ] |
| "Home"                   | 2019 | Jay Vasquez  | [ 69 ] |
| "Angels Ain't Listening" | 2020 | Jay Vasquez  | [ 70 ] |
| "Life Speaks to Me"      | 2021 | Desconhecido | [ 71 ] |

### Como artista convidado
| Título   | Ano  | Artista | Diretor(es)  | Ref.   |
| -------- | ---- | ------- | ------------ | ------ |
| "Melody" | 2011 | Arash   | Desconhecido | [ 72 ] |